# Hubert Linard
Hubert Linard (Clérey, 26 februari 1953) is een voormalig Frans wielrenner. Hij was professional van 1977 tot en met 1986 en won tweemaal de semi-klassieker Parijs-Camembert. Linard nam zes keer deel aan de Ronde van Frankrijk.

## Overwinningen
1976
- Parijs-Troyes

1977
- Parijs-Camembert

1984
- Parijs-Camembert
- Bordeaux-Parijs

## Resultaten in voornaamste wedstrijden
| Jaar | Ronde van Italië | Ronde van Frankrijk | Ronde van Spanje |
| ---- | ---------------- | ------------------- | ---------------- |
| 1978 |                  |                     |                  |
| 1979 |                  |                     |                  |
| 1980 |                  | 46e                 |                  |
| 1981 |                  | 46e                 |                  |
| 1982 |                  | 56e                 |                  |
| 1983 |                  | 50e                 |                  |
| 1984 |                  | 112e                |                  |
| 1985 |                  | 98e                 |                  |

| Jaar | Milaan-San Remo | Gent-Wevelgem | Ronde van Vlaanderen | Amstel Gold Race | Luik-Bast.‑Luik | Ronde van Lombardije | Parijs-Tours | Waalse Pijl | Kuurne-Brussel-Kuurne |  | Wereldranglijsten |
| ---- | --------------- | ------------- | -------------------- | ---------------- | --------------- | -------------------- | ------------ | ----------- | --------------------- |  | ----------------- |
| 1978 | 17e             |               |                      | 14e              |                 |                      | 14e          |             |                       |  |                   |
| 1979 |                 |               |                      | 14e              |                 | 27e                  | 37e          | 60e         | 8e                    |  |                   |
| 1980 |                 |               |                      | 36e              |                 |                      |              |             |                       |  |                   |
| 1981 |                 | 126e          | 28e                  | 19e              |                 |                      |              | 69e         | Brons                 |  |                   |
| 1982 |                 | 54e           |                      |                  |                 |                      |              | 52e         |                       |  |                   |
| 1983 |                 |               |                      | 43e              |                 |                      |              |             |                       |  |                   |
| 1984 |                 | 50e           |                      | 36e              | 54e             |                      |              | 8e          |                       |  | 13e (SPP)         |
| 1985 |                 |               |                      |                  |                 |                      |              |             |                       |  |                   |